# Beiljoch
Das Beiljoch (auch Peiljoch) ist ein 2672 m ü. A. hoher Übergang in den Stubaier Alpen in Tirol von der Dresdner Hütte zur Sulzenauhütte. Es liegt zwischen der 2820 m hohen Beilspitze im Nordosten und dem vom Aperen Pfaff (3351 m) herabziehenden Aperen Pfaffengrat im Südwesten.
Der mit Drahtseilen versicherte Weg über das Beiljoch wurde 1910 von der Sektion Lübeck des Deutschen Alpenvereins errichtet und ist Bestandteil des „Lübecker Weges“ von der Dresdner Hütte auf den Wilden Freiger sowie des Stubaier Höhenweges (Hüttenrunde). Eine nur unwesentlich längere, aber lohnende Variante führt über den Großen Trögler, der so auf dem Weg zwischen den genannten Hütten überschritten wird.